# Gamasiphoides postanalis
Gamasiphoides postanalis är en spindeldjursart som beskrevs av Wolfgang Karg 1993. Gamasiphoides postanalis ingår i släktet Gamasiphoides och familjen Ologamasidae. Inga underarter finns listade i Catalogue of Life.